# Eddie Mack
Eddie Mack, eigentlich Mack Edmondson, (um 1920 – nach 1950) war ein US-amerikanischer Rhythm-and-Blues- und Blues-Sänger, der um 1950 in Brooklyn als Blues Shouter seine größte Popularität genoss.

## Leben und Wirken
Mack, der aus Beaumont (Texas) stammte, war Teil der Brooklyner Bluesszene der späten 1940er und frühen 50er-Jahre. Er arbeitete u. a. mit den Orchestern von Cootie Williams (in dem er der Eddie „Cleanhead“ Vinson ersetzte, u. a. zu hören in Things Ain’t What They Used to Be, 1947), Bobby Smith (Kind Lovin’ Daddy, Apollo #414) und Lucky Millinder.
Bei seinen Plattenaufnahmen, ab 1949 für Apollo Records (Hoot and Holler Saturday Night/Cool Mama, 1950, #417) und ab 1952 für Savoy Records (Key Hole Blues, #45-853), If You Want Me to Come Home Baby, Heart Throbbing Blues (1949)  und  Last Hour Blues (Savoy, 1952) wirkten Musiker wie Willis Jackson, Bill Jennings, Haywood Henry, René Hall, Grachan Moncur II, Bobby Donaldson und Mickey Baker mit. 1952 nahm er für King Records unter eigenem Namen auf (Everybody Loves a Fat Man [and Oh How a Fat Man Can Love/Loud Mouth Lucy]); die Aufnahmen, Arrangements von Leroy Kirkland, blieben jedoch unveröffentlicht. Zu Macks bekanntesten Titeln gehörten You Got to Pay Those Dues/Mercenary Papa (1949, mit Cootie Williams, Mercury #8168) sowie die Coverversionen von Tennessee Ernie Fords Shotgun Boogie und Merle Travis’ Divorce Me C.O.D.

## Diskographische Hinweise
- Complete Recordings: 1947-1952 (Blue Moon, ed. 2004)[7]